# Parque nacional Rila
El parque nacional de Rila (en búlgaro: Национален парк "Рила") es el parque nacional más grande de Bulgaria, con una superficie de 810,46 km² en la cordillera de Rila, en el suroeste del país. Se estableció el 24 de febrero de 1992 para proteger varios ecosistemas de importancia nacional. Su altitud varía desde 800 m cerca de Blagoevgrad a 2925 m en el pico Musala, la cumbre más alta de la península de los Balcanes. Hay 120 lagos glaciares, incluidos los prominentes siete lagos Rila. Muchos ríos tienen su origen en el parque nacional, incluido el río más largo que fluye enteramente por los Balcanes, el Maritsa, y el río más largo que discurre completamente por Bulgaria, el Iskar.
El parque nacional protege territorio de 4 de las 28 provincias del país: Sofía, Kyustendil, Blagoevgrad y Pazardzhik. Incluye cuatro reservas naturales: Parangalitsa, Reserva Central Rila, Ibar y Skakavitsa.
El parque nacional de Rila se encuentra entre las áreas protegidas más grandes y valiosas de Europa. La Unión Internacional para la Conservación de la Naturaleza (UICN) ha incluido el parque en la categoría II. Dos de las cuatro reservas naturales están incluidas en la lista de Áreas Protegidas Representadas de la ONU, y cuatro de las reservas naturales están incluidas en la Red Mundial de Reservas de la Biosfera en el marco del Programa de la UNESCO sobre el Hombre y la Biosfera.
El parque se encuentra dentro de la ecorregión terrestre de bosque mixto de los montes Ródope de los bosques templados de frondosas y mixtos. Los bosques ocupan 534,81 km² o el 66 % de la superficie total. Hay aproximadamente 1400 especies de plantas vasculares, 282 especies de musgos y 130 especies de algas de agua dulce. La fauna está representada por 48 especies de mamíferos, 99 especies de aves, 20 especies de reptiles y anfibios y 5 especies de peces, así como 2934 especies de invertebrados, de los cuales 282 son endémicos.